# Amaranthoides decumbens
Amaranthoides decumbens är en amarantväxtart som först beskrevs av Nikolaus Joseph von Jacquin, och fick sitt nu gällande namn av Manuel Gómez de la Maza y Jiménez. Amaranthoides decumbens ingår i släktet Amaranthoides och familjen amarantväxter. Inga underarter finns listade i Catalogue of Life.